# Geistliche Verwaltung der Muslime des Asiatischen Teils Russlands
Die Geistliche Verwaltung der Muslime des Asiatischen Teils Russlands (russisch Духовное управление мусульман Азиатской части России Duchownoje uprawlenije mussulman Asiatskoi tschasti Rossii, Abk. ДУМАЧР DUMATschR) ist eine überregionale islamische Organisation in Russland, die dem Russischen Muftirat von Rawil Ismagilowitsch Gainutdin angehört und ihren Sitz in Moskau hat.

## Einflussbereich
Der Jurisdiktionsbereich der DUMATschR erstreckt sich theoretisch zwar über den gesamten asiatischen Teil Russlands, doch stehen in Wirklichkeit nur die muslimischen Gemeinden in der Republik Chakassien, der Republik Altai, der Oblast Kurgan sowie in manchen Regionen östlich des Baikalsees unter ihrer Kontrolle. Teilweise unterstehen ihr auch die muslimischen Gemeinden in der Republik Jakutien, in der Region Altai, in den Oblasten Tomsk, Omsk, Kemerowo und Swerdlowsk und in dem Autonomen Kreis der Jamal-Nenzen. Darüber hinaus hat sie einzelne Gemeinden in den Oblasten Nowosibirsk, Tscheljabinsk und Tjumen. Insgesamt unterstehen der Organisation mehr als 270 lokale religiöse Organisationen und 170 religiöse Gruppen.

## Innere Struktur
Die DUMATschR gliedert sich in 28 Kasiate (von arab. qāḍī = Richter), die geographisch zum größten Teil den Subjekten der Föderation entsprechen und jeweils eigene regionale geistliche Verwaltungen haben.  Geleitet wird die Organisation von Nafigulla Chudtschatowitsch Aschirow, dem Stellvertretenden Vorsitzenden des Russischen Muftirats. Drei Kasis fungieren als seine Stellvertreter sowie als Muftis in ihren jeweiligen Föderationskreisen: Danis Davletow, der Kasi von Swerdlowsk ist Mufti für den Föderationskreis Ural, Anarbek Schunusow, der Kasi von Omsk ist Mufti für den Föderationskreis Sibirien und Abdulla Ischmuchamed, der Kazi der Region Primorje ist Mufti für den Föderationskreis Ferner Osten.

## Geschichte
Der Beschluss zur Gründung der Organisation wurde auf der ersten Konferenz der Muslime Sibiriens und des Fernen Ostens gefasst, die vom 8. bis 10. August 1997 in Tobolsk stattfand. Anfangs wurde die Organisation „Interregionale Geistliche Verwaltung der Muslime Sibiriens und des Fernen Ostens“ (Meschregionalnoje duchownoje uprawlenije Musulman Sibiri i dalnewo wostoka MDUMSDW) genannt. Im November 1998 wurde sie auf dem Kongress der MDUMSDW in Omsk in Geistliche Verwaltung der Muslime des Asiatischen Teils Russlands (Duchownoje uprawlenije mussulman Asiatskoj tschasti Rossii; DUMATschR) umbenannt und einen Monat später unter diesem Namen registriert.
Auf dem zweiten Forum der DUMATschR wurde ihre administrativ-territoriale Struktur ausgearbeitet, die insbesondere die Auflösung aller Muftiate, die ihr beigetreten waren, vorsah. Am 15. Oktober 1999 trat die Geistliche Verwaltung des Oblast Tjumen aus der DUMATschR aus. Am 18.–19. August fand in Omsk der zweite Kurultai der Muslime des asiatischen Teils Russlands statt, auf der die derzeitige administrativ-territoriale Struktur der Organisation beschlossen wurde. Die Struktur mit den drei Muftis wurde im Juli 2007 auf einer Plenumssitzung in Perwouralsk beschlossen.